# Rim (gmina Črnomelj)
Rim – wieś w Słowenii, w gminie Črnomelj. W 2018 roku liczyła 23 mieszkańców.